# Hípica als Jocs Olímpics d'estiu de 2008
La competició d'hípica dels Jocs Olímpics d'Estiu 2008 es disputà del 9 al 20 d'agost al Hong Kong Sports Institute.

## Calendari de competició
| Data                        | Inici | Final | Prova               | Fase                                |
| --------------------------- | ----- | ----- | ------------------- | ----------------------------------- |
| Dissabte, 9 d'agost, 2008   | 06:30 | 10:30 | Completa per equips | Doma (Dia 1)                        |
| Dissabte, 9 d'agost, 2008   | 06:30 | 10:30 | Completa individual | Doma (Dia 1)                        |
| Dissabte, 9 d'agost, 2008   | 19:15 | 23:15 | Completa per equips | Doma (Dia 1)                        |
| Dissabte, 9 d'agost, 2008   | 19:15 | 23:15 | Completa individual | Doma (Dia 1)                        |
| Diumenge, 10 d'agost, 2008  | 06:30 | 10:30 | Completa per equips | Doma (Dia 2)                        |
| Diumenge, 10 d'agost, 2008  | 06:30 | 10:30 | Completa individual | Doma (Dia 2)                        |
| Dilluns, 11 d'agost, 2008   | 08:00 | 11:30 | Completa per equips | Cross Country                       |
| Dilluns, 11 d'agost, 2008   | 08:00 | 11:30 | Completa individual | Cross Country                       |
| dimarts, 12 d'agost, 2008   | 19:15 | 22:15 | Completa per equips | Salts (Final)                       |
| dimarts, 12 d'agost, 2008   | 19:15 | 22:15 | Completa individual | Salts (Classificació)               |
| dimarts, 12 d'agost, 2008   | 22:30 | 23:30 | Completa individual | Salts (Final)                       |
| Dimecres, 13 d'agost, 2008  | 19:15 | 24:15 | Doma per equips     | Grand Prix (Dia 1)                  |
| Dimecres, 13 d'agost, 2008  | 19:15 | 24:15 | Doma individual     | Grand Prix 1a classificació (Dia 1) |
| Dijous, 14 d'agost, 2008    | 19:15 | 23:45 | Doma individual     | Grand Prix 1a classificació (Dia 2) |
| Dijous, 14 d'agost, 2008    | 19:15 | 23:45 | Doma per equips     | Grand Prix (Dia 2)                  |
| Divendres, 15 d'agost, 2008 | 19:15 | 23:15 | Salts individual    | 1a classificació                    |
| Dissabte, 16 d'agost, 2008  | 19:15 | 24:00 | Doma individual     | Grand Prix Special 2a classificació |
| Diumenge, 17 d'agost, 2008  | 19:15 | 23:15 | Salts per equips    | Ronda Final 1                       |
| Diumenge, 17 d'agost, 2008  | 19:15 | 23:15 | Salts individual    | 2a classificació                    |
| Dilluns, 18 d'agost, 2008   | 19:15 | 22:15 | Salts per equips    | Ronda Final 2                       |
| Dilluns, 18 d'agost, 2008   | 19:15 | 22:15 | Salts individual    | 3a classificació                    |
| Dimarts, 19 d'agost, 2008   | 19:15 | 22:15 | Doma individual     | Grand Prix lliure                   |
| Dimecres, 20 d'agost, 2008  | 19:15 | 21:45 | Salts individual    | Ronda Final A                       |
| Dimecres, 20 d'agost, 2008  | 22:00 | 23:00 | Salts individual    | Ronda Final B                       |

## Resultats
| Esdeveniment        | Or | Plata | Bronze |
| Salts individual    | Eric Lamaze amb Hickstead | Rolf-Goran Bengtsson amb Ninja | Beezie Madden amb Authentic |
| Doma individual     | Anky van Grunsven amb Salinero | Asabell Werth amb Satchmo | Heike Kemmer amb Bonaparte |
| Salts per equips    | Canadà · Mac Cone amb Ole · Jill Henselwood amb Special Ed · Eric Lamaze amb Hickstead · Ian Millar amb In Style                                                              | Estats Units · Mclain Ward amb Sapphire · Laura Kraut amb Cedric · Will Simpson amb Carlsson Vom Dach · Beezie Madden amb Authentic                                                        | Noruega · Stein Endersen amb Le Beau · Morten Djupvik amb Casino · Geir Gulliksen amb Cattani · Tony Andre Hansen amb Camiro                                                     |
| Doma per equips     | Alemanya · Heike Kemmer amb Satchmo · Nadine Capellmann amb Elvis Va · Isabell Werth amb Satchmo                                                                              | Països Baixos · Hans Peter Minderhoud amb Nadine · Imke Schellekens-Bartels amb Sunrise · Anky van Grunsven amb Salinero                                                                   | Dinamarca · Anne van Olst amb Clearwater · Natàlia de Sayn-Wittgenstein-Berleburg amb Digby · Andreas Helgstrand amb Don Schufro                                                 |
| Completa individual | Hinrich Romeike amb Marius | Gina Miles amb McKinlaigh | Kristina Cook amb Miners Frolic |
| Completa per equips | Alemanya · Peter Thomsen amb The Ghost of Hamish · Frank Ostholt amb Mr. Medicott · Andreas Dibowski amb Butts Leon · Ingrid Klimke amb Abraxxas · Hinrich Romeike amb Marius | Austràlia · Shane Rose amb All Luck · Sonja Johnson amb Ringwould Jaguar · Lucinda Fredericks amb Headley Britannia · Clayton Fredericks amb Ben Along Time · Megan Jones amb Irish Jester | Regne Unit · Sharon Hunt amb Tankers Town · Daisy Dick amb Spring Along · William Fox-Pitt amb Parkmore Ed · Kristina Cook amb Miners Frolic · Mary King amb Call Again Cavalier |

## Medaller

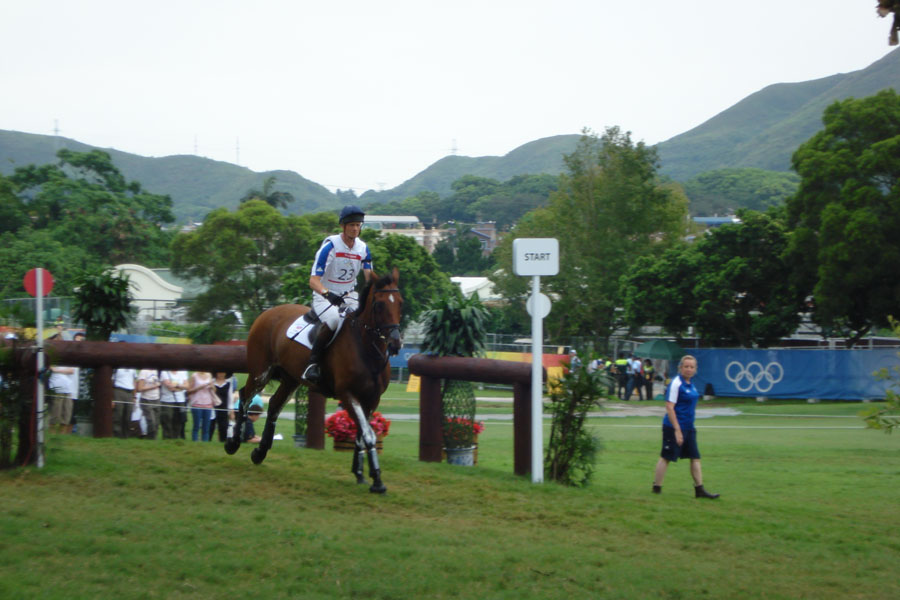
William Fox-Pitt amb Parkmore Ed durant la competició d'hípica.

| Pos. | Comitè Olímpic | Or | Plata | Bronze | Total |
| 1    | Alemanya       | 3  | 1     | 1      | 5     |
| 2    | Canadà         | 2  | 0     | 0      | 2     |
| 3    | Països Baixos  | 1  | 1     | 0      | 2     |
| 4    | Estats Units   | 0  | 2     | 1      | 3     |
| 5    | Austràlia      | 0  | 1     | 0      | 1     |
| 5    | Suècia         | 0  | 1     | 0      | 1     |
| 7    | Regne Unit     | 0  | 0     | 2      | 1     |
| 8    | Dinamarca      | 0  | 0     | 1      | 1     |
| 8    | Noruega        | 0  | 0     | 1      | 1     |